# Nemesia ibiza
Nemesia ibiza is een spinnensoort in de taxonomische indeling van de bruine klapdeurspinnen (Nemesiidae).
Nemesia ibiza werd in 2005 beschreven door Decae.